# Kultni film
Kultni film ili kultni klasik, film koji je s vremenom stekao brojne obožavatelje i stekao poseban status i reputaciju među njima. Obožavatelji nemaju kritični odnos prema filmu, već ga uzvisuju na obrednu razinu obožavanja iz čega proizlazi naziv. Neki od tih filmova su tijekom premijere doživjeli negativne kritike ili su podbacili na kino blagajnama, ali protekom vremena su ipak stekli sljedbenike. Filmovi koji su stekli kultni status među ljubiteljima filma najčešće su tematski i sadržajno neobični, stilski drugačiji i stječe određenu razinu kulturne reference, pri čemu se njegovi likovi često citiraju. Takvi filmovi imaju brojne poklonike koji tvore određene supkulture obožavatelja koji se u nekim slučajevima prigodno oblače u kostime naslovnih junaka, pribavljaju kolekcionarske proizvode povezane s takvim filmovima i organiziraju tematske skupove i okupljanja posvećena tim filmovima.
Mnogi kultni filmovi predstavljaju prvo pojavljivanje neotkrivenih i nepoznatih glumaca ili kasnije popularnih glumaca ili hvaljenih redatelja, a često su revolucionarni i „ispred svog vremena”. Kultni filmovi se mogu pronaći u različitim filmskim žanrovima, ali češći su u žanrovima ZF filmovima, hororima, a ponekad i u tinejdžerskim komedijama. Česta zajednička karakteristika kultnih filmova je da se radi o filmovima s niskim budžetom ili o filmovima s visokim budžetom koji nisu opravdali financijsko ulaganje tijekom kino premijere.
Početak pojma „kultni film” vezuje se za 1970-e i prikazivanje tzv. ponoćnih, nezavisnih i underground filmova koji su prikazivali opskurne i društveno cenzurirane teme. Neki danas kultni filmovi stekli su svoj status destljećima nakon kino premijere zahvaljujući uzastopnom pojavljivanju na televiziji, poput božićnog klasika redatelja Franka Capre Divan život (1946.). Jedan od prvih filmova koji je ostvario veliku bazu obožavatelja bila je komični horor mjuzikl The Rocky Horror Picture Show (1975.).
Među najpoznatijim kultnim ZF filmovima su Zabranjeni planet (1956.), 2001.: Odiseja u svemiru (1968.), Planet majmuna (1968.), Barbarella (1968.), Paklena naranča (1971.), Loganov bijeg (1976.), Pobješnjeli Max (1979.), Flash Gordon (1980.), Istrebljivač (1982.), Stvor (1982.) i Svemirski marinci (1997.). Među kultne ZF filmove može se pribrojiti i film Ridleyja Scotta Osmi putnik (1979.) i Zvjezdane staze: Film (1979.).
Među najpoznatijim kultnim horor filmovima su Nosferatu (1922.), Psiho (1960.), Rosemaryna beba (1968.), Noć živih mrtvaca (1968.), Egzorcist (1973.), Teksaški masakr motornom pilom (1974.), Ralje (1975.), Pretkazanje (1976.), Noć vještica (1978.), Zora živih mrtvaca (1978.), Isijavanje (1980.), Zla smrt (1981.) i Djeca kukuruza (1984.).
Među najpoznatijim kultnim komedijama su Monty Python i Sveti gral (1975.), Braća Blues (1980.), Velika gužva u Kineskoj četvrti (1986.), Svemirske lopte (1987.), Trgovci (1994.), Veliki Lebowski (1998.), Kako dobiti nogu (1999.), Zoolander (2001.) i Borat (2006.).